# Михаил Мелисин
Михаил Мелисин (на средногръцки: Μιχαὴλ Μελισσηνός) е висш византийски сановник и пълководец от времето на император Константин V Копроним (741 - 775)
Михаил Мелсин е първият представител на фамилията Мелисини, който се среща в историческите извори. Фаворит на император Константин V, Михаил Мелисин е бил женен за сестра на императрица Евдокия - третата съпруга на императора. Сродяването с императорското семейство осигурява на Михаил достойно място в дворцовата йерархия. Михаил и сестрата на императирицата са родители на константинополския патриарх Теодот I Каситера.
През периода 766-767, когато на ключови позиции във властта започва масово назначаване на привърженици на иконоборческата политика на императора, Константин V Копроним назначава Михаил Мелисин за стратег на тема Анатоликон - най-важния военен и административен пост в империята. По същото време Михаил Мелисин е почетен и с кесарска титла, с която името му се среща в Хрониката на Теофан Изповедник. През 771 г. Михаил Мелисин предприема поход срещу Абасидите, които нахлуват в Исаврия. Войските му обаче претърпяват тежко поражение и не успяват да спрат разорението на областта. За съдбата на Михаил Мелисин след тези събития не се знае нищо повече.